# Hatiora epiphylloides
Hatiora epiphylloides là một loài thực vật có hoa trong họ Cactaceae. Loài này được (Porto & Werderm.) P.V.Heath mô tả khoa học đầu tiên năm 1983.